# De vloek van Woestewolf
De vloek van Woestewolf is een Nederlandstalige jeugdroman, geschreven door Paul Biegel en uitgegeven in 1974 bij Uitgeverij Holland in Haarlem. De eerste editie werd geïllustreerd door Carl Hollander. Het verhaal is een uitwerking van de gelijknamige serie, in 1974 uitgezonden door de NOS en geregisseerd door Thijs Chanowski, waar Biegel het script voor had geschreven. De TV serie gebruikte de voor die tijd revolutionaire, maar niet feilloze, Chromakey technologie zodat acteurs zich door getekende landschappen van Carl Hollander konden bewegen.

## Inhoud
Dokter Kroch krijgt op een dag een kist vol met goud, begeleid door een brief van de hertog van Woestewolf, waarin deze hem om genezing van zijn goudkoorts vraagt. Hoewel de dokter aanvankelijk de kist wegschuift en de brief opbergt, raakt hij langzamerhand geïnteresseerd in zijn patiënt. Hij besluit toch op pad te gaan, samen met zijn bediende Valet, naar het kasteel van de hertog. De reis erheen zit echter vol verrassingen.